# Squadra islandese di Fed Cup
La squadra islandese di Fed Cup rappresenta l'Islanda nella Fed Cup, ed è posta sotto l'egida della Icelandic Tennis Association.
Essa ha debuttato nel 1996, prendendo parte a 9 edizioni della manifestazione da allora, vincendo un solo incontro sui 39 disputati (nel 2008 contro lo Zimbabwe).

## Organico 2009
Aggiornato ai match del gruppo III (21-25 aprile 2009). Fra parentesi il ranking della giocatrice nei giorni della disputa degli incontri.
- Eirdis Ragnarsdóttir (WTA #)
- Sandra Kristjánsdóttir (WTA #)
- Iris Staub (WTA #)
- Arney Johannessdóttir (WTA #)

## Ranking ITF
- Il prossimo aggiornamento del ranking è previsto per il mese di febbraio 2012.

| Islanda nel Ranking ITF (aggiornata al 7 novembre 2011) |           |       |                            |
| Pos                                                     | Squadra   | Punti | Gruppo                     |
| 87                                                      | Mauritius | 20.00 | Gruppo III - Europa/Africa |
| 88                                                      | Malta     | 15.00 | Gruppo III - Europa/Africa |
| 89                                                      | Moldavia  | 12.00 | Gruppo III - Europa/Africa |
| 90                                                      | Islanda   | 10.00 | Gruppo III - Europa/Africa |
| 91                                                      | Iran      | 0.00  | Gruppo II - Asia/Oceania   |
| 91                                                      | Barbados  | 0.00  | Gruppo II - Americhe       |
| 91                                                      | Sri Lanka | 0.00  | Gruppo II - Asia/Oceania   |